# Věřitel
Věřitel (latinsky creditor) je subjekt práva oprávněný ze závazkového právního vztahu požadovat plnění po dlužníkovi. Věřitel má pohledávku za dlužníkem, dlužník má dluh vůči věřiteli.
Označení věřitel vzešlo ze skutečnosti, že půjčující osoba věřila, že jí dlužník dlužnou částku splatí.

## Zajištěný věřitel
Zajištěným věřitelem se dle insolvenčního zákona rozumí věřitel, jehož pohledávka je zajištěna věcí nebo právem z majetku dlužníka, a to jedním z pěti jasně stanovených způsobů – zajišťovacích práv.

Pohledávka zajištěného věřitele je právně zajištěna majetkem dlužníka, například zástavním právem.

### Zajišťovací instituty
Insolvenční zákon definuje tzv. zajišťovací instituty. Pomocí nich se následně stanoví, které instituty jsou považovány za zajištění a které naopak nikoli. Zajišťovací institutů je celkem pět.

#### Zástavní právo smluvní
Dlužník zajišťuje pohledávku například pomocí nemovitosti, která je ve vlastnictví dlužníka.

#### Zadržovací právo
Zadržovací právo se v praxi nepoužívá pro zajištění pohledávek.

#### Omezení vlastnického práva k nemovitosti
Omezení vlastnického práva k nemovitosti je platné od roku 1991. Uplatňuje se pouze u nemovitostí.

#### Zajišťovací převod práva
V praxi se používá k zajištění závazku u úvěrů na automobily a závazků úvěrového typu movitými věcmi.

#### Postoupení pohledávky
Tento zajišťovací institut (nazývaný také tradičně cese) je využíván v případě, kdy se dlužníkova pohledávka postupuje věřiteli za účelem zajištění pohledávky dlužníka.